# Steinkreuz von Elben

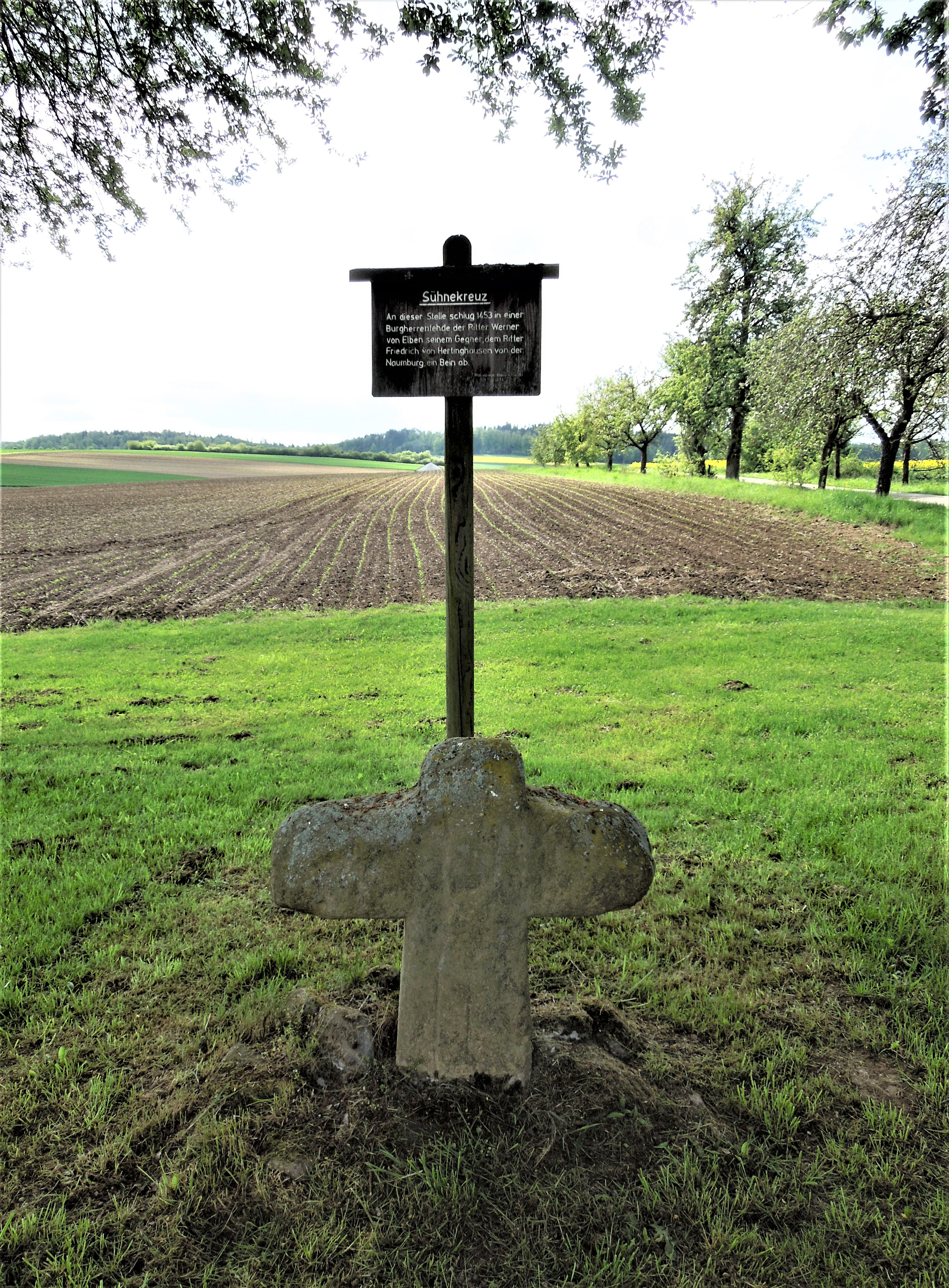
Das Steinkreuz (auch Sühnekreuz) bei Elben

Das Steinkreuz von Elben ist ein aus dem 15. Jahrhundert stammendes Kreuz aus Sandstein in der Gemarkung von Elbenberg, einem Ortsteil der Stadt Naumburg im nordhessischen Landkreis Kassel.
Das Kreuz steht an der Abzweigung der Straße nach Elbenberg von der Straße Naumburg-Fritzlar, auf der seinem ursprünglichen Standort gegenüberliegenden Straßenseite.  Es ist 74 cm hoch, 81 cm breit und 32 cm dick.  An seinem Fuß befindet sich ein eingemeißeltes langes, gerilltes Pflugsech, das in den 1970er Jahren beim Neuaufstellen des zuvor tief eingesunkenen Kreuzes zum Vorschein kam.
Der Sage nach markiert das Kreuz die Stelle, an der im Jahre 1453 während der Bundesherrenfehde ein Gefecht zwischen Friedrich IV. von Hertingshausen einerseits und Werner von Elben, Heinrich von Grifte und Otto Hund andererseits stattfand, bei dem Friedrich von Hertingshausen mit einem Rennspieß schwer am Oberschenkel verwundet wurde, vom Pferd stürzte und von seinen Gegnern gefangen genommen wurde. Es wurde später häufig behauptet, Friedrichs Bein sei danach amputiert worden, aber zeitgenössische Quellen berichten zumeist nur, dass er danach zeitlebens schwer gelähmt war.  Da das Pflugsech im Mittelalter ein Bauern- und Handwerkerzeichen war, ist es jedoch eher unwahrscheinlich, dass das Kreuz tatsächlich ein Sühnekreuz für dieses Ereignis darstellt.